# John Shrapnel
John Morley Shrapnel, généralement dit John Shrapnel, est un acteur britannique, né le 27 avril 1942 à Birmingham et mort le 14 février 2020 à Highbury (quartier de Londres).

## Biographie
John Shrapnel est né le 27 avril 1942 à Birmingham, en Angleterre. Il est le fils de Norman Shrapnel, correspondant du Guardian au parlement britannique. Il est un descendant d'Henry Shrapnel, inventeur des obus shrapnel.
À partir de 1968, il joue avec la Royal Shakespeare Company, et débute avec le Royal National Theatre en 1972 dans la pièce The School for Scandal de Jonathan Miller.
Au cinéma, il a joué dans Nicolas et Alexandra, Les 101 Dalmatiens, Coup de foudre à Notting Hill, Gladiator, K-19 : Le Piège des profondeurs, Troie, Elizabeth : L'Âge d'or, Mirrors et The Duchess.

## Filmographie

### Cinéma
- 1971 : Nicolas et Alexandra : Petya
- 1972 : Jeanne, papesse du diable (Pope Joan) : le père James
- 1975 : Hennessy : Tipaldi
- 1987 : Personal Services : le quémandeur
- 1987 : Testimony : Andre Zhdanov
- 1989 : How to Get Ahead in Advertising : le psychiatre
- 1995 : England, My England : Samuel Pepys
- 1995 : Two Deaths : Cinca
- 1996 : Les 101 Dalmatiens (101 Dalmatians) : Skinner
- 1999 : Coup de foudre à Notting Hill (Notting Hill) : chef des relations publiques
- 2000 : Gladiator : Gaius
- 2001 : Sideshow : Daukes
- 2001 : Le Tombeau (The Body) : Moshe Cohen
- 2002 : Shrink : Dr Bloom
- 2002 : Alone : Hannah
- 2002 : Claim : Lex Vandenberg
- 2002 : K-19 : Le Piège des profondeurs (K-19: The Widowmaker) : l'amiral Bratyeev
- 2002 : Whistle
- 2004 : Troie (Troy) : Nestor
- 2005 : 1520 par le sang du glaive (The Headsman ou Shadow of the Sword), de Simon Aeby : l'archevêque
- 2007 : Elizabeth : L'Âge d'or de Shekhar Kapur : Lord Howard
- 2008 : Mirrors d'Alexandre Aja : Lorenzo Sapelli
- 2008 : Le Diable dans le sang de Julian Doyle : Aleister Crowley
- 2008 : The Duchess : le général Grey

### Télévision
- 1971 : Elizabeth R (Elizabeth R) (feuilleton TV) : Sussex
- 1975 : Cosmos 1999 (série TV), saison 1, épisode 14 : Col. Jack Turner dit « le fou »
- 1977 : Professional Foul : McKendrick
- 1978 : Edward & Mrs. Simpson (feuilleton TV) : Major Alexander Hardinge
- 1979 : Gossip from the Forest : Matthias Erzberger
- 1980 : The Victim : Vincent Craig
- 1981 : Timon of Athens : Alcibiades
- 1981 : Troilus and Cressida : Hector
- 1982 : The Woman in White (feuilleton TV) : Sir Percival Glyde
- 1982 : King Lear : Earl of Kent
- 1983 : My Cousin Rachel (en) (feuilleton TV) : Ambrose Ashley
- 1983 : Wagner (feuilleton TV) : Semper
- 1984 : Oedipus at Colonus : Creon
- 1984 : Oedipus the King : Creon
- 1984 : Antigone : Creon
- 1984 : Sorrell and Son (feuilleton TV) : Thomas Roland
- 1985 : The Burston Rebellion : Rev. Charles Tucker Eland
- 1987 : Vanity Fair (feuilleton TV) : Lord Steyne
- 1989 : Blackeyes (feuilleton TV) : Detective Blake
- 1990 : Centrepoint (feuilleton TV) : Claud Wareing
- 1990 : The Tragedy of Flight 103: The Inside Story : BKA Police Chief
- 1991 : Intrigues impériales (Young Catherine) : Archimandrite Todorsky
- 1991 : For the Greater Good : Norman May-Boys MP
- 1991 : G.B.H. (feuilleton TV) : Dr Jacobs
- 1991 : Selling Hitler (feuilleton TV) : Gerd Schulte-Hillen
- 1994 : No Man's Land : Heiger
- 1994 : Le Crépuscule des aigles (Fatherland) (TV) de Christopher Menaul : SS-Obergruppenführer Odilo « Globus » Globocnik
- 1996 : Bodyguards : Cmdr. MacIntye
- 1996 : Folle de toi, 19e épisode de la série télévisée Wycliffe : Dr Sam Malvern
- 1997 : Creatures Fantastic : Storyteller (voix)
- 1997 : True Tilda : Reverend Glasson
- 1998 : Invasion: Earth (feuilleton TV) : Air Marshal Bentley
- 1998 : Écrit dans le sang (Written in Blood), 2e épisode de la série télévisée Inspecteur Barnaby : Max Jennings
- 1999 : Hornblower: The Frogs and the Lobsters : General Charette
- 1999 : Mary, Mother of Jesus de Kevin Connor : Simon
- 2000 : Le Dixième Royaume (The 10th Kingdom) (feuilleton TV) : Governor of Prison
- 2000 : Calling the Wild : Roger
- 2001 : The Gentleman Thief : Monty Sinclair
- 2005 : Krakatoa : le narrateur (voix)
- 2006 : Challenger: Countdown to Disaster
- 2011 : Meurtres en sommeil : John Christie
- 2012 : Merlin : Sarrum